# سام روبين
سام روبين (بالإنجليزية: Sam Rubin)‏ هو صحفي أمريكي، ولد في 16 فبراير 1960 في سان دييغو في الولايات المتحدة.

## وصلات خارجية
- سام روبين على موقع IMDb (الإنجليزية)
- سام روبين على موقع قاعدة بيانات الفيلم (الإنجليزية)